# Estrela do Mar Esporte Clube
O Estrela do Mar Esporte Clube foi um clube brasileiro de futebol, sediado na cidade de João Pessoa, capital do estado da Paraíba. Foi fundado em 6 de maio de 1953. 
Viveu seus dias de glória ao conquistar seu único título do Campeonato Paraibano em 1959 e disputar a Taça Brasil de 1960 do ano seguinte. O ano de 1960 foi também o último que disputou a elite do  Campeonato Paraibano.
Dois jogadores que passaram pelo clube chegaram até a  Seleção Brasileira e conquistaram títulos importantes para o Brasil. Mazinho jogou tanto futsal quanto futebol quando tinha entre 12 e 13 anos. Do Estrela do Mar foi para o Santa Cruz jogar no time juvenil e depois se profissionalizou no Vasco da Gama. Pela Seleção Brasileira, foi medalha de prata nos Jogos Olímpicos de Seul em 1988, campeão da Copa América de 1989 e campeão da Copa do Mundo de 1994. Jogou por times do Brasil, Itália e Espanha.
Douglas Santos também jogou futsal pelo Estrela do Mar quando criança, depois foi para Recife jogar nos juvenis e se profissionalizar pelo Náutico. Pela seleção sub-20 foi campeão do tradicional Torneio Internacional de Toulon em 2013 e em 2014, ganhou o Valais Youth Cup de 2013, e pela seleção olímpica conquistou medalha de ouro nos Jogos Olímpicos do Rio em 2016. Foi convocado pela primeira vez para a seleção principal em 2 de abril de 2013. Em 31 de agosto de 2016, acertou com o Hamburgo, por 5 anos.

## Títulos
- Campeonato Paraibano:  1959